# 陶復
陶復（1418年—？），字仕亨，江西建昌府南城縣人，軍籍，明朝政治人物。進士出身。

## 生平
江西鄉試第二十九名。景泰二年（1451年）辛未科會試第二十六名，殿試登進士第二甲第五十六名。

## 家族
曾祖陶伯瑛。祖父陶孟芳。父亲陶平孚。